# Nico, l'unicorn
Nico, l'unicorn (títol original: Nico the Unicorn) és un telefilm canadenco-estatunidenc, difós l'any 1998, adaptació de la novel·la del mateix nom. Ha estat doblada al català.

## Argument
Billy Hastings (Kevin Zegers) és un noi tímid discapacitat de 12 anys que acaba de mudar-se amb la seva mare Julie (Anne Archer) a Vermont després d'un accident de cotxe on ha mort el seu pare i que ha deixat Billy minusvàlid d'una cama. Carolyn (Elisha Cuthbert), esdevé la seva amiga a l'escola. Compra un poni que s'està morint en un circ de mala mort, i que després d'algunes cures recupera la salut i dona naixement a un poltre, que resulta ser un unicorn en dos dies; li posen Nico. El secret és aviat descobert i l'animal màgic atreu la cobdícia de tota la ciutat. Billy es veu obligat d'escapolir-se a la muntanya per alliberar Nico. Però és ràpidament acorralat per la policia, un caçador i la premsa. Des d'aquest moment, la principal preocupació de Billy és mantenir el secret de l'unicorn i retornar-lo al lloc que pertany: el Jardí de l'Edèn.

## Repartiment
- Kevin Zegers: Billy Hastings
- Elisha Cuthbert: Carolyn Price
- Anne Archer: Julie Hastings
- Augusto el poney: Nico l'unicorn
- Maggie Castle: Susie
- Pierre Chagnon: Ben Willett
- Larry Day: Deputy Pete
- Charles S. Doucet: Pony Buyer
- Mickey Fry: Pitcher
- Bill Haughland: Nacional Newscaster
- Don McGowan: Local Newscaster
- Johnny Morina: Bruce
- Neva el poni: El poney
- Martin Neufeld: Dobbs
- Joanna Noyes: el professor de Billy
- Michael Ontkean: Tom Gentry
- Leni Parker: el bibliotecari
- Michel Perron: Joe
- Michael Yarmush: Mark